# Toxoniella taitensis
Toxoniella taitensis – gatunek pająka z rodziny obniżowatych. Endemiczny dla Kenii.

## Taksonomia
Gatunek ten opisany został po raz pierwszy w 2002 roku przez Charlesa Warui i Rudy’ego Jocqué’a na łamach „Journal of Arachnology”. Jako lokalizację typową wskazano Mwachora Forest na Taita Hills w Kenii. Epitet gatunkowy pochodzi od lokalizacji typowej.

## Morfologia
Samiec ma ciało długości od 4,5 do 7,4 mm przy karapaksie długości od 2,1 do 3 mm i szerokości od 1,5 do 2,1 mm, samica zaś ma ciało długości od 6,6 do 8,4 mm przy karapaksie długości od 2,5 do 3,8 mm i szerokości od 1,9 do 2,4 mm.
Ubarwienie karapaksu jest żółtawobrązowe z bardzo słabo zaznaczonym ciemniejszym wzorem oraz z rozjaśnieniem przed jamką. U samca wysokość nadustka jest nieco mniejsza niż średnica oczu przednio-bocznych, u samicy zaś o połowę mniejsza niż ich średnica. Odnóża pary pierwszej i drugiej mają szeregi długich, zakrzywionych szczecinek na spodnich stronach rzepek, ud i goleni. Opistosoma (odwłok) jest szara, gęsto porośnięta brązowawozłocistymi szczecinkami, u samca z nieco rudym odcieniem na przedzie strony grzbietowej. 
Nogogłaszczki samca cechują się wykształconą w postaci zakrzywionej listwy apofizą retrolateralną, wydłużoną i łyżeczkowatą apofizą medialną, krótkim i zakrzywionym embolusem oraz tegulum o pozbawionej przewodu nasiennego wypustce tylnej i wchodzącym między embolus i apofyzę medialną, zwężającym się ku szczytowi wyrostku przednim. Samica ma płytkę płciową o szeroko zafalowanej krawędzi przedniej, szeroko rozstawionych otworach kopulacyjnych, wykształconej pośrodkowej bruździe podłużnej, krótkich i równoległych w przebiegu przewodach wprowadzających, lekko zakrzywionych cewkach cul de sac i wyraźnie odseparowanych, kulistych spermatekach.

## Ekologia i występowanie
Pająk afrotropikalny, endemiczny dla Kenii, znany tylko z kilku stanowisk na Taita Hills. Zasiedla ściółkę w lasach górskich.